# 'Ndrina Petullà
I Petullà sono una 'ndrina di Cinquefrondi e facenti parte del locale di Cinquefrondi. Sono attivi sin dagli anni '80 nel traffico internazionale di droga. Hanno esponenti in Nord Italia a Novi Ligure, in Europa in Francia, Germania e in Sud America in Perù e in Australia.

## Storia

### Anni '80
Nel 1987 viene ucciso il boss Raffaele Petullà e scoppia la, poi nominata, faida di Cinquefrondi con la 'ndrina dei Foriglio.

### Anni 2000
Il 1º luglio 2008 termina l'operazione Alba e tramonto della polizia di Reggio Calabria e Polistena con 27 arresti di affiliati alle cosche Ieraci-Petullà di Cinquefrondi e Squillace di Polistena in collaborazione anche con appartenenti ai Nirta-Strangio. Gestivano in Italia un traffico di droga, precisamente in Puglia, Toscana e Piemonte. Alle 'ndrine sono stati sequestrati beni del valore di 1,5 milioni di euro.

### Fatti recenti
Il 15 dicembre 2015 vengono eseguiti 36 fermi, di cui 8 arresti, dalle forze dell'ordine che concludono l'operazione Saggio Compagno per traffico di stupefacenti, estorsione, porto d'armi illecito e associazione mafiosa contro presunti affiliati ai Petullà, i Foriglio e i Ladini.